# Anicet Rasoanaivo
Anicet Rasoanaivo est un boxeur malgache né le 27 décembre 1969.

## Carrière
Anicet Rasoanaivo est médaillé d'argent dans la catégorie des poids mi-mouches aux Jeux africains du Caire en 1991, s'inclinant en finale contre le Ghanéen Stephen Ahialey.
Aux Jeux olympiques d'été de 1992 à Barcelone, il est éliminé au premier tour dans la catégorie des poids mi-mouches par le Nord-Coréen O Song-chol (en).
Il est médaillé de bronze dans la catégorie des poids mi-mouches aux championnats d'Afrique de Johannesbourg en 1994.
Aux Jeux olympiques d'été de 1996 à Atlanta, il est éliminé au deuxième tour dans la catégorie des poids mi-mouches par l'Américain Albert Guardado (en).
Dans la catégorie des poids mi-mouches, il est ensuite médaillé d'or aux Jeux de la Francophonie d'Antananarivo en 1997, médaillé d'argent aux championnats d'Afrique d'Alger en 1998, médaillé d'or aux championnats d'Afrique de Port-Louis en 2001, médaillé d'or aux Jeux de la Francophonie d'Ottawa en 2001 et médaillé d'or aux championnats d'Afrique de Yaoundé en 2003.